# Manizales Grita Rock
El Festival Grita, antes llamado Manizales Grita Rock es un festival de música alternativa que se lleva a cabo en la ciudad de Manizales, Colombia, desde el año 2006, siendo uno de los festivales de rock más importantes de  Colombia, junto a Rock al Parque de Bogotá y el Festival Internacional Altavoz de Medellín;  por el número de asistentes y la participación de bandas internacionales.

## Ediciones
| Colombia | No idea Deterioro Intoxikaos Claxon Polikarpa y sus Viciosas Fértil Miseria I.R.A. | Khia Innerhate Koyi K Utho Neurosis Gaias Pendulum Masacre |

| Colombia  | Radio Gandsta Little Disarm Psychokiller Ratas de ciudad Odhio Desadapta2 Digital Horror Los Suziox | Andartha Púrpura Tears of Glory Nepente Liturgia Soulburner Ethereal Witchtrap |
| Venezuela | Reciclaje                                                                                           | -                                                                              |
| Paraguay  | | The Profane                                                                    |

| Colombia       | Chuck! 16 grados Emablu Sativa De Bruces a Mi 1280 Almas | Disidentes Prozac dreams SN Radio Krimen Dar a cada uno lo que es suyo Sin pudor G.P. Anti Todo | Zadkiel The Beautiful Sin Aggressive Beheader Land of Chaos Blasting Hatred Horncrowned |
| México         | -                                                        | Síndrome del punk                                                                               | -                                                                                       |
| Estados Unidos | -                                                        | -                                                                                               | Malevolent Creation                                                                     |

| Colombia       | Circe Látex La psiko Masái Elliot's Happiest Days Antípoda La Planta Providencia | Amnesia Casi Muertos Los Bombillos Peludos Escépticos Maniatikatz Dexkoncierto Nadie La Pestilencia | Arkham Per Morte Mechanical Thunderblast Evil Darkness Athanator |
| Ecuador        | -                                                                                | Notoken                                                                                             | -                                                                |
| Venezuela      | -                                                                                | -                                                                                                   | Krueger                                                          |
| Estados Unidos | -                                                                                | -                                                                                                   | Incantation                                                      |

| Colombia       | Ruta 30 Las del Carajo La Tumbaga Pitbull MET Locomboó Bullet Dub Killer Combo Voodo Souljah`s | Majaderox Doomsday Insurgentas Los Lixiviados El Último Recurso I.R.A. | Depravate Systematic Elimination Psy Project Nihil Obstat Remembrance of pain Leishmaniasis Tenebrarum Masacre |
| Venezuela      | -                                                                                              | Doña Maldad                                                            | - |
| Estados Unidos | -                                                                                              | Total Chaos                                                            | - |
| Suecia         | -                                                                                              | -                                                                      | Grave |

| Colombia       | A la cuenta de 3 Radio Gandsta Tears of Glory Radio Calavera Milmarías Estado de coma Grito La Severa Matacera | Deskomposición Social Sick Morgan Mokoseko Intoxikaos Los Restos Sekuas Complejo R Triple X | Athanaty Malagor Massive Euthanasia Bloodtide Rebelión No Haven Occultus Underthreat Nigthmare |
| Jamaica        | Naptali | -                                                                                           | -                                                                                              |
| Ecuador        | - | Mortal Decisión                                                                             | -                                                                                              |
| México         | - | Xenofobia                                                                                   | -                                                                                              |
| España         | - | -                                                                                           | Abrahel                                                                                        |
| Estados Unidos | - | -                                                                                           | Death Angel                                                                                    |

| Colombia       | Por la Borda Mmodcats Sr. Groove Zalama Crew La Pata Records The Hall Effect La Mojiganga Estados Alterados | Argumento THC Mentes Destruidas Lupus Disidentes Determinación Ataque en Contra Fértil Miseria | Sótano The Sky is the Reason Old Enemies Nepente Nonsense Premonition Goretrade Daycore Legend Maker Cuentos de los Hermanos Grind |
| México         | Kompadres Muertos                                                                                           | -                                                                                              | - |
| Argentina      | Fidel Nadal                                                                                                 | -                                                                                              | - |
| Ecuador        | - | Retaque                                                                                        | - |
| Reino Unido    | - | GBH                                                                                            | - |
| Estados Unidos | - | -                                                                                              | Testament |

| Colombia       | Ático Ghettoglíficos Skaparate Southern Roots Stevia Salidos de la Cripta La Furruska De Bruces a Mi | Epidemia White Noise Psy Project Sabia Actitud Info Los Suziox NËU.S Peste Mutantex | Vortex The Last Year of Sanity Sacred Goat Cottard Kill Innerhate Sagros Morbid Macabre |
| Venezuela      | Circo Vulkano                                                                                        | -                                                                                   | -                                                                                       |
| México         | Panteón Rococó                                                                                       | -                                                                                   | -                                                                                       |
| España         | - | KOP                                                                                 | -                                                                                       |
| Brasil         | - | Ratos de Porão                                                                      | -                                                                                       |
| Estados Unidos | - | Suicidal Tendencies                                                                 | -                                                                                       |
| Suecia         | - | -                                                                                   | Entombed                                                                                |
| Reino Unido    | - | -                                                                                   | Carcass                                                                                 |

| Colombia       | Revoluzion Stereo Ecos del asfalto Colectro Don Palabra Makana Nukleus Skampida Providencia | Olor a mierda Tetrix Psychopath Billy Wasted 2x0 El Sagrado Kalaña G.P. | Within the Hour E.N.E.M.Y. Bestialized Psychokiller The Red Dice's Revenge Absolution Denied Revenge |
| México         | Descartes a Kant                                                                            | -                                                                       | - |
| Francia        | Sergent García                                                                              | -                                                                       | - |
| Perú           | -                                                                                           | Narcosis                                                                | - |
| Estados Unidos | -                                                                                           | D.R.I. Municipal Waste                                                  | As Blood Runs Black                                                                                  |
| Reino Unido    | -                                                                                           | -                                                                       | Venom Lock Up                                                                                        |

| Colombia       | Sub-Zero aka Neutro Skapidemia Sonido Urbano Brick Desnudos en coma The Hall Effect Profetas Nepentes | Colchón viejo Desastre Capital Dúplex Bestiario Tiempos de sangre Disidentes Nación Criminal Bastardos sin nombre | Amphy Terror Fúnebre Skull Aire como plomo The Sky is the Reason Guerra total Random Revenge |
| Estados Unidos | Orgy                                                                                                  | Madball | Revocation Dying Fetus                                                                       |
| Chile          | Gondwana                                                                                              | - | -                                                                                            |
| México         | - | Espécimen | -                                                                                            |
| Reino Unido    | - | Extreme Noise Terror                                                                                              | -                                                                                            |
| Portugal       | - | - | Moonspell                                                                                    |

## Estadísticas
- En 2006 la asistencia fue de 3500 personas, en 2019 fue de aproximadamente 30 000 asistentes al festival.[1]
- ¨En 2019 la asistencia fue de 18 500 personas en un formato de dos días.